# Encyrtocephalus simplicipes
Encyrtocephalus simplicipes är en stekelart som beskrevs av William Harris Ashmead 1900. Encyrtocephalus simplicipes ingår i släktet Encyrtocephalus och familjen puppglanssteklar. Inga underarter finns listade i Catalogue of Life.